# Brian Budd
Brian Budd (Toronto; 8 de abril de 1952-11 de junio de 2008) fue un jugador de fútbol canadiense.
Fue encontrado colapsado en su casa de Toronto el miércoles 11 de junio de 2008 y murió esa misma noche.
Hasta su muerte, fue analista de fútbol en The Score's The Footy Show y en 2006 trabajó en la gestión de ventas para InBev, propietarios de Labatt Brewing Company.

## Trayectoria
Jugó siete temporadas en la North American Soccer League, donde comenzó con Vancouver Whitecaps en 1974, año de fundación del equipo y permaneció ahí hasta 1978, cuando fue adquirido por el Colorado Caribous en el único año como club. Después de permanecer en la banca y jugar sólo dos partidos, solicitó un cambio al Toronto Metros-Croatia, donde el trato se hizo en mayo de 1978.
Luego estuvo con el Cleveland Force de la Major Indoor Soccer League donde los lideró en anotaciones en su primera temporada, con 29 puntos (25 goles, 4 asistencias) y fue nombrado MVP. Volvió en 1980 al ahora llamado Toronto Blizzard, pero fue transferido en junio con el Houston Hurricane y jugó allí por el resto del año, terminando su carrera en la NASL.
Force terminó la campaña en el último lugar de seis equipos con la ofensiva más débil en la MISL. En 1980, jugó dos años con su último club Baltimore Blast.

## Selección nacional
Miembro de la selección canadiense de fútbol, marcó dos goles en siete partidos internacionales, incluido un gol contra Estados Unidos en el partido crucial de playoff de la clasificación para la Copa del Mundo de 1978 jugado en Port-au-Prince, Haití, el 22 de diciembre de 1976, en el que se impusieron por 3-0. Su disparo se desvió de un defensor, un poste y el travesaño antes de asentarse en la red para dar una ventaja de 1-0.

### Participaciones en Campeonatos Concacaf
| Copa                                       | Sede   | Resultado    | Part. | Goles |
| ------------------------------------------ | ------ | ------------ | ----- | ----- |
| Campeonato de Naciones de la Concacaf 1977 | México | Cuarto lugar | 2     | 0     |

## Clubes
| Club                   | País           | Año       |
| ---------------------- | -------------- | --------- |
| Vancouver Whitecaps    | Canadá         | 1974-1977 |
| Toronto Metros-Croatia | Canadá         | 1978      |
| Colorado Caribous      | Estados Unidos | 1978      |
| Cleveland Force        | Estados Unidos | 1978-1979 |
| Toronto Blizzard       | Canadá         | 1979-1980 |
| Houston Hurricane      | Estados Unidos | 1980      |
| Baltimore Blast        | Estados Unidos | 1981      |